# Hospital El Pino (estación)
Hospital El Pino es la estación terminal de la Línea 2 del Metro de Santiago.
 Se encuentra ubicada bajo la avenida Padre Hurtado con avenida Lo Blanco en el límite de las comunas de El Bosque y San Bernardo.

## Características y entorno
En el entorno existen comercios menores, farmacias. Además de conectar con el hospital, permitirá conectar con los campus clínicos de la Universidad Andrés Bello y de la Universidad de Santiago de Chile.

### Accesos
| Acceso | Intersección                        |
| ------ | ----------------------------------- |
| A      | Av. Padre Hurtado con Av. Lo Blanco |
| B      | Av. Padre Hurtado con Río Maipo     |

## Origen etimológico
Fue anunciada en noviembre de 2014 por la presidenta de la República Michelle Bachelet. Su nombre se debe a la cercanía de la estación con el Hospital El Pino. Inicialmente su nombre iba a ser «Hospital El Pino», sin embargo fue bautizada de manera oficial simplemente como «El Pino» el 15 de octubre de 2020, pero tras el anuncio oficial de su pronta apertura fue nuevamente renombrada como «Hospital El Pino».

## Galería

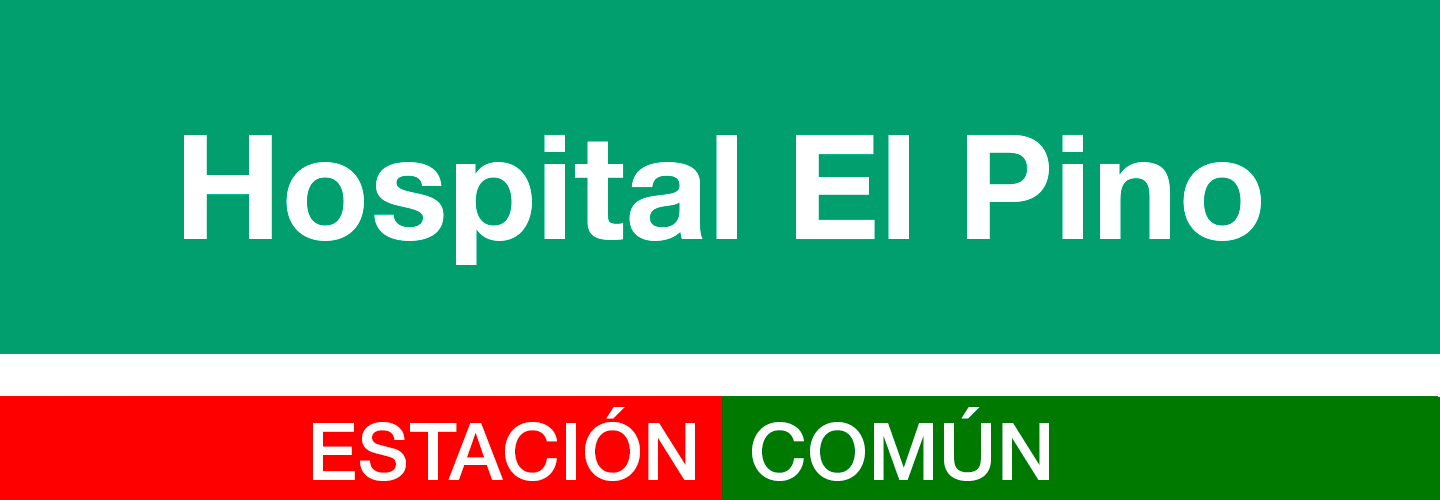
Cenefa utilizada en los andenes.
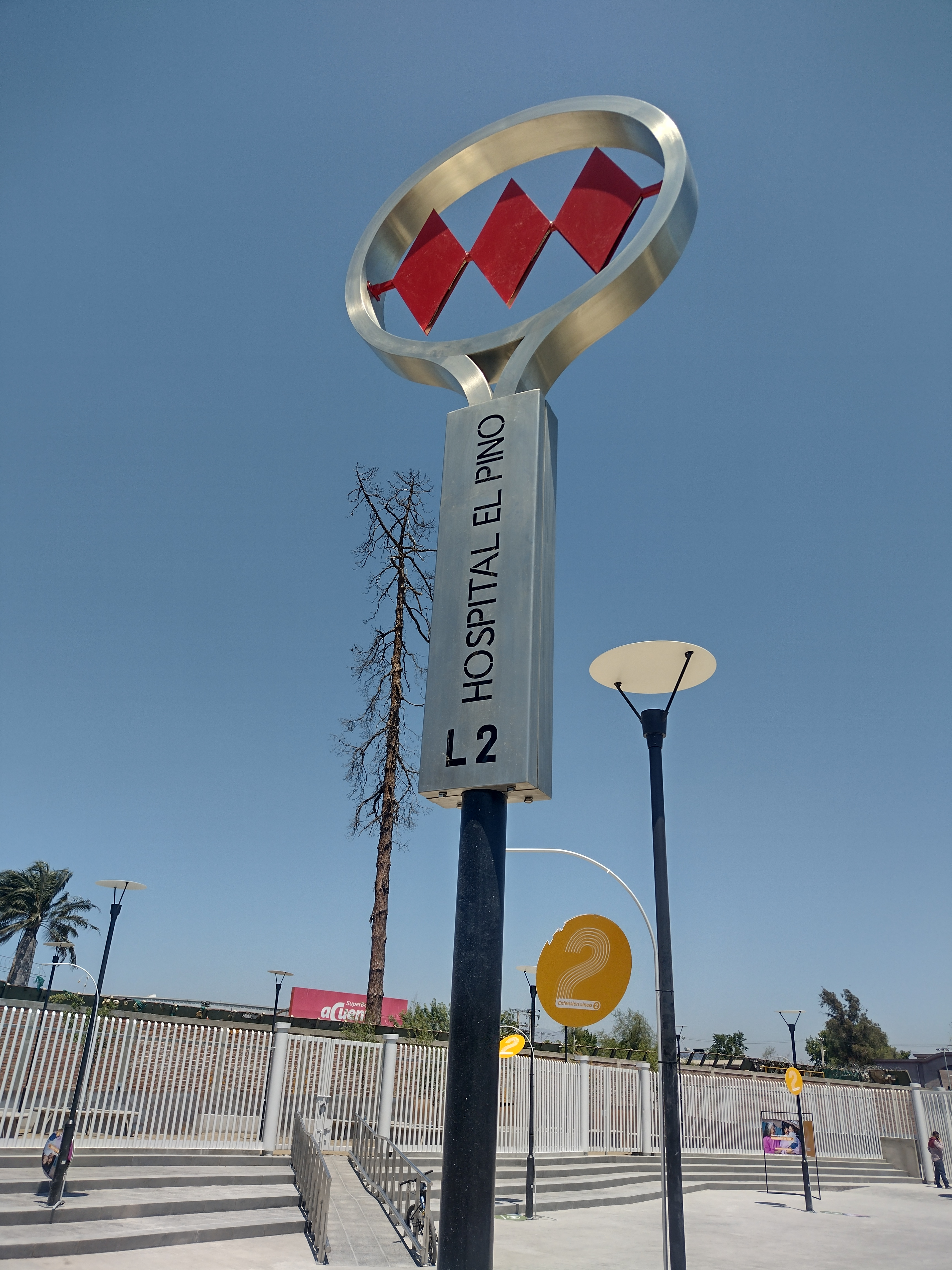
Letrero de acceso a la estación.
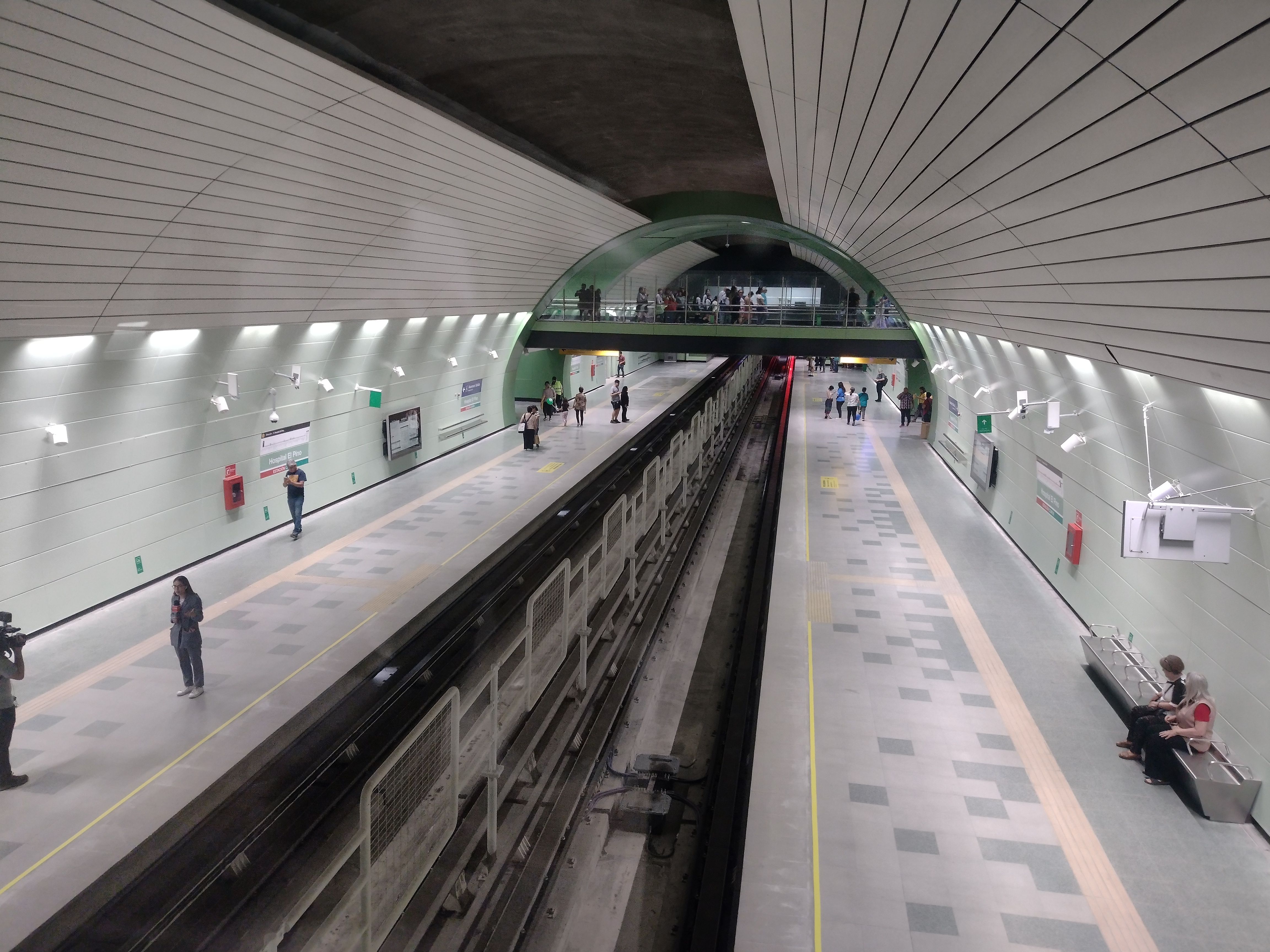
Vista superior de los andenes.
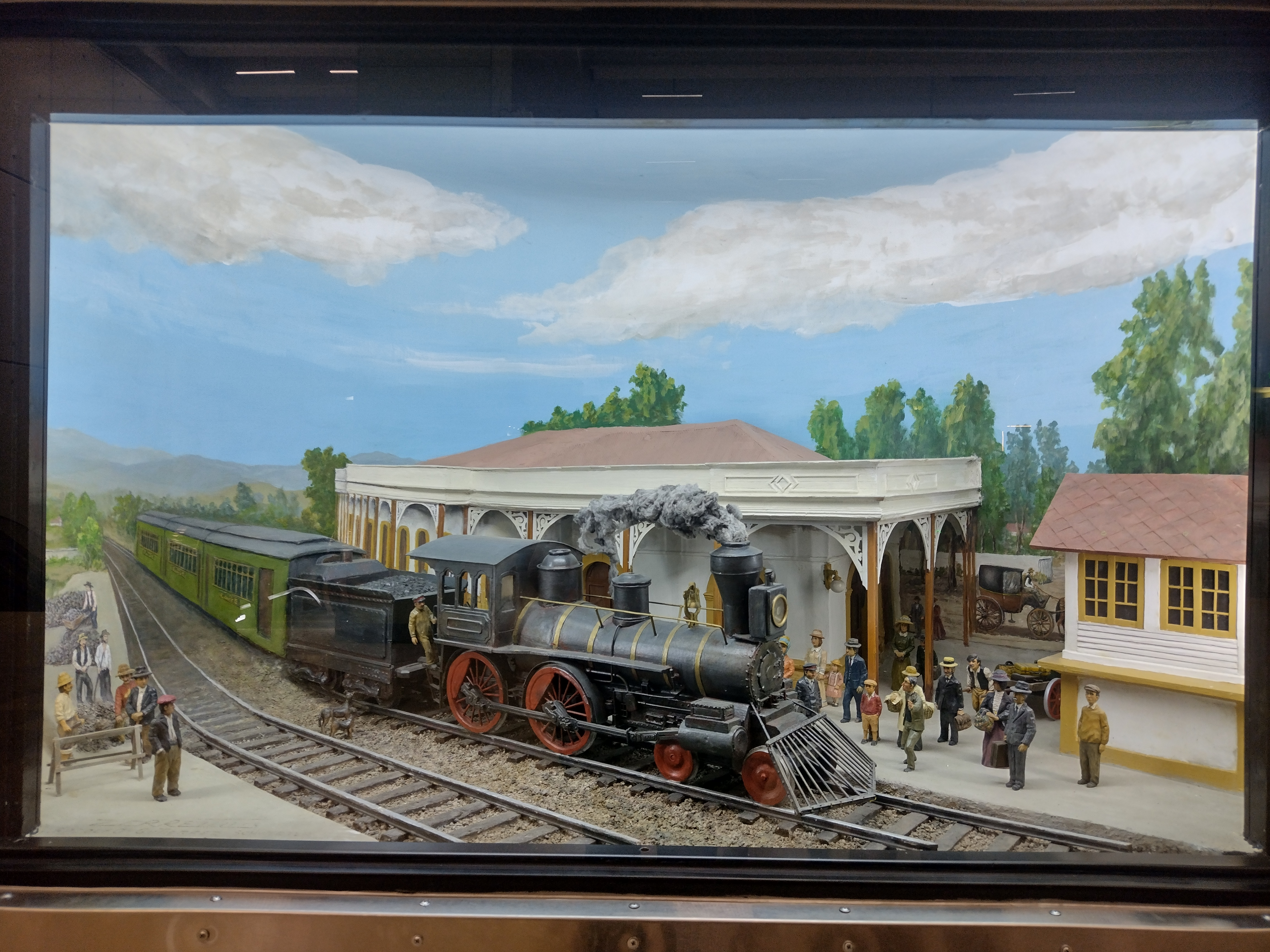
Diorama de Zerreitug al interior de la estación.
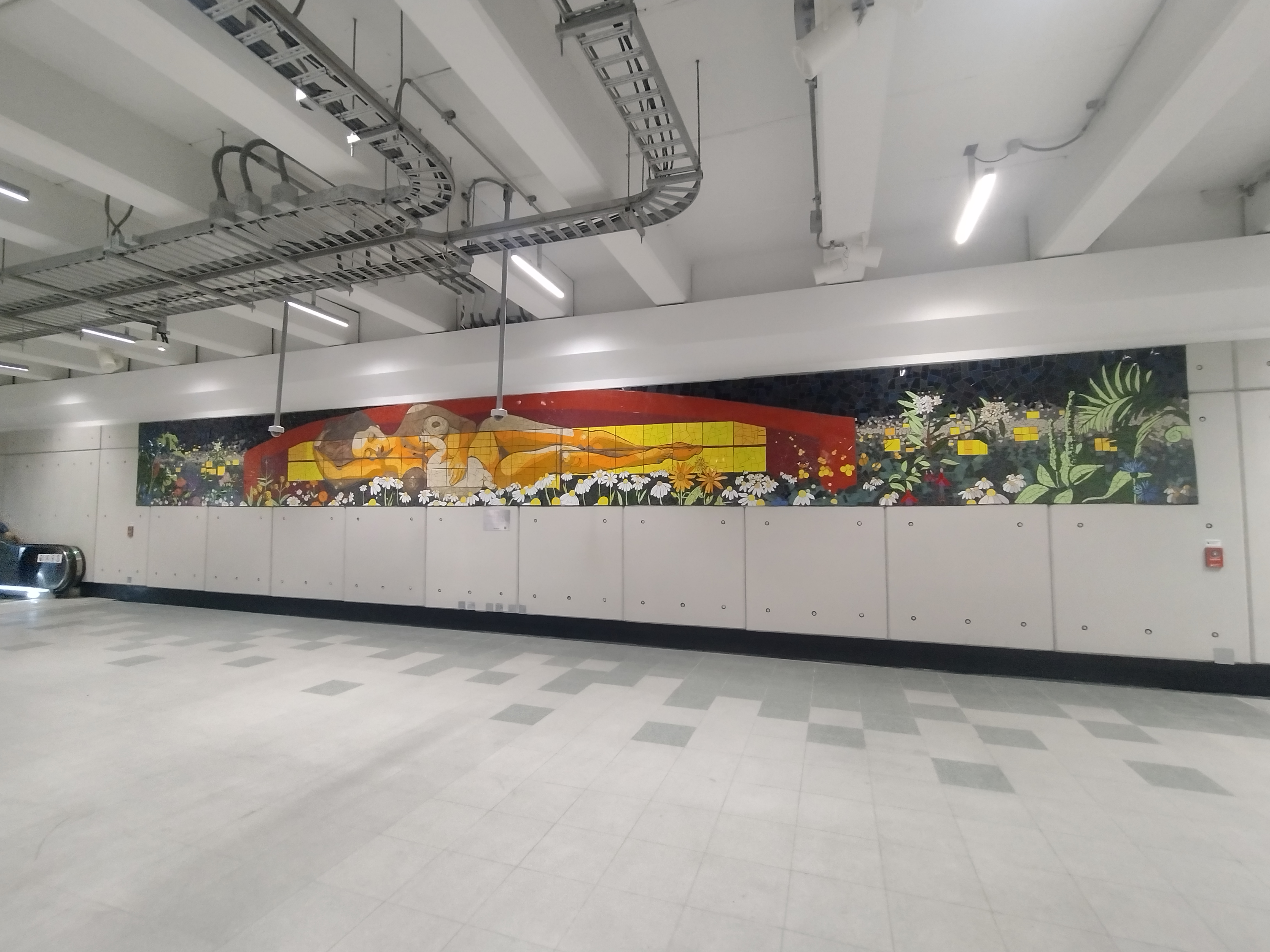
Obra Amparo y Cobijo de Valeria Merino.
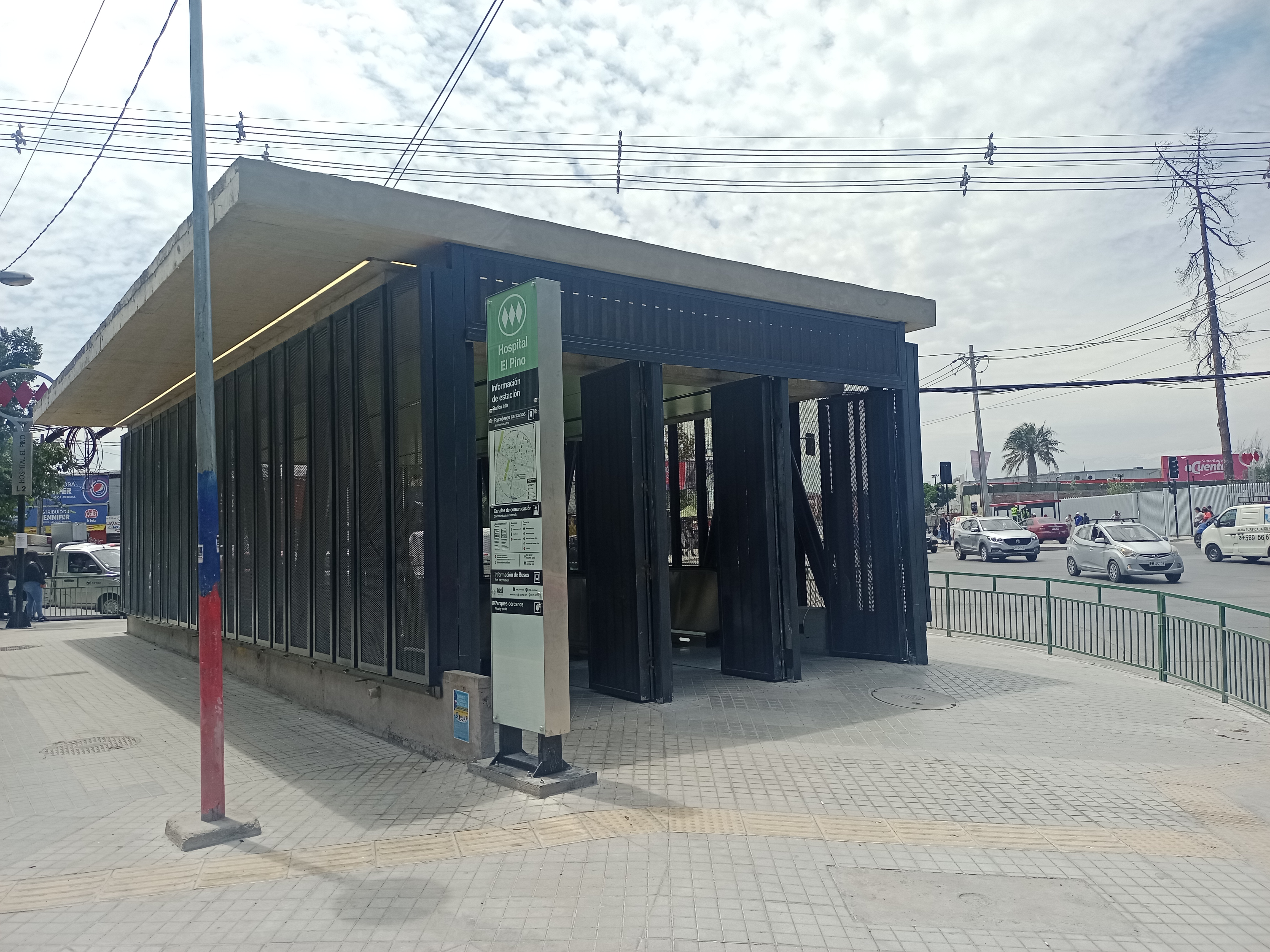
Entrada a la estación por Avenida Lo Blanco
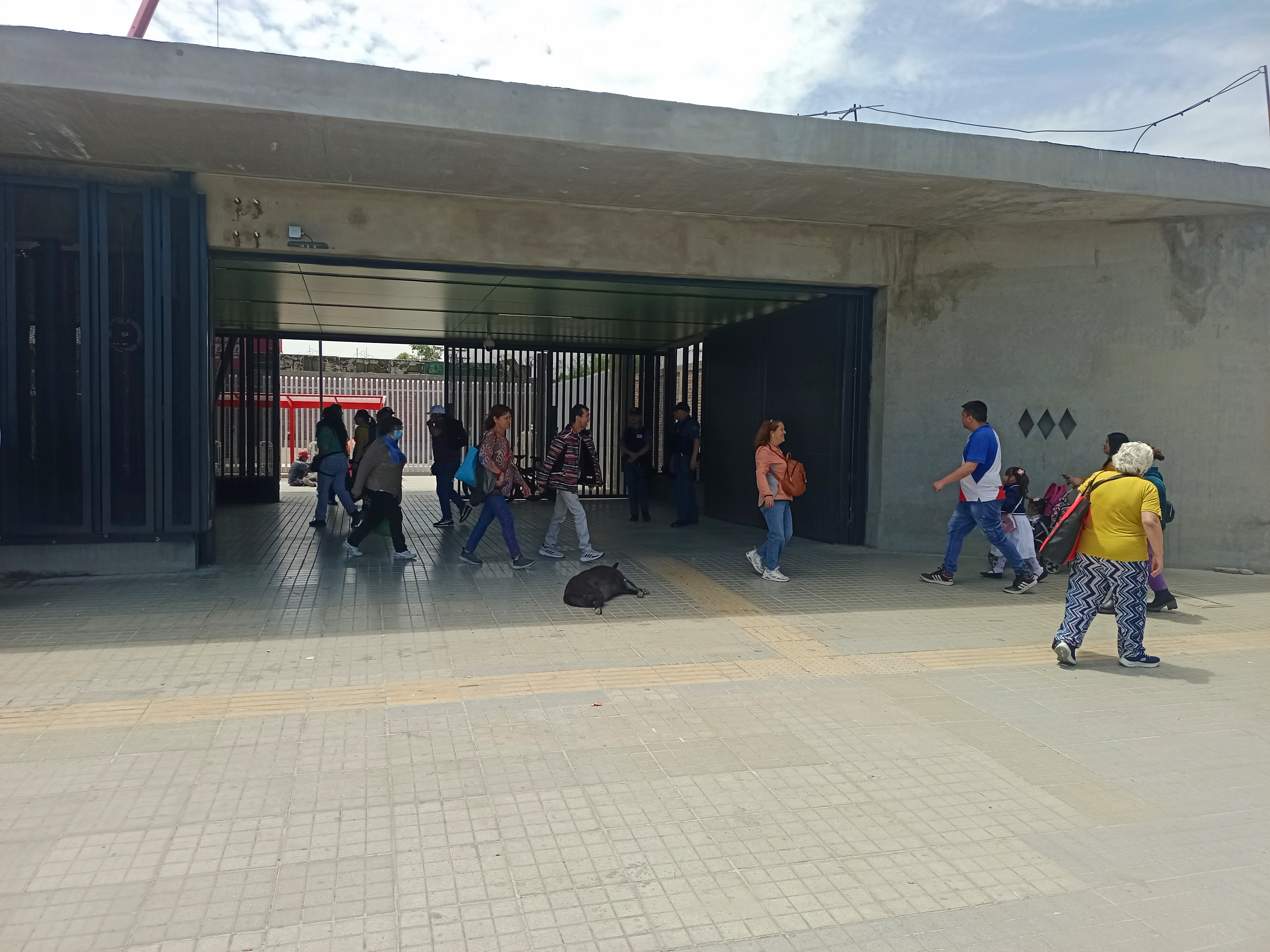
Entrada a la estación por Avenida Padre Hurtado

## Conexión con Red Metropolitana de Movilidad
La estación posee 8 paraderos de la Red Metropolitana de Movilidad en sus alrededores, los cuales corresponden a:
| Paradero/ Código                           | Recorridos |
| ------------------------------------------ | --- |
| Parada 1 / Metro Hospital El Pino (PG374)  | 301 (Juan Antonio Ríos) - 301c (Metro La Cisterna) - G07 (San Francisco) - G08v (Metro La Cisterna) - G14 (Estación Lo Blanco) - G24 (San Francisco) - G28 (Centro Cívico La Pintana) - G31 (Lo Blanco) - G38 (Metro Hospital El Pino) - G39 (Santa Margarita) - G43 (Estación Lo Blanco) |
| Parada 2 / Metro Hospital El Pino (PG2048) | G08v (Metro La Cisterna - G16 (El Castillo) - G23 (Santa Rosa Paradero 43) - G31 (Lo Blanco) |
| Parada 3 / Metro Hospital El Pino (PG1282) | G08v (Nos) - G16 (Metro La Cisterna) - G23 (Estación Lo Blanco) - G31 (Angelmó) |
| Parada 4 / Metro Hospital El Pino (PG375)  | 301 (Juan Antonio Ríos) - 301c (Metro La Cisterna) - G07 (San Francisco) - G16 (Metro La Cisterna) - G24 (San Francisco) - G28 (Centro Cívico La Pintana) |
| Parada 5 / Metro Hospital El Pino (PG356)  | 301 (Angelmó) - 301c (Angelmó) - G28 (Angelmó) |
| Parada 6 / Metro Hospital El Pino (PG2049) | G08v (Nos) - G23 (Estación Lo Blanco) - G31 (Angelmó) |
| Parada 7 / Metro Hospital El Pino (PG774)  | G14 (Población Valle Nevado) - G23 (Santa Rosa Paradero 43) - G43 (San Alberto de Nos) |
| Parada 8 / Metro Hospital El Pino (PG2047) | G14 (Población Valle Nevado) - G24 (Población Valle Nevado) - G38 (Mall Plaza Sur) - G39 (Villa Cordillera) - G43 (San Alberto de Nos) |